# Diptychis
Diptychis is een geslacht van vlinders van de familie spanners (Geometridae), uit de onderfamilie Ennominae.

## Soorten
- D. geometrina Felder, 1874
- D. meraca Prout, 1928